# La Bâthie
Pour les articles homonymes, voir Bâtie.
La Bâthie est une commune française située dans le département de la Savoie en région Auvergne-Rhône-Alpes.

## Géographie

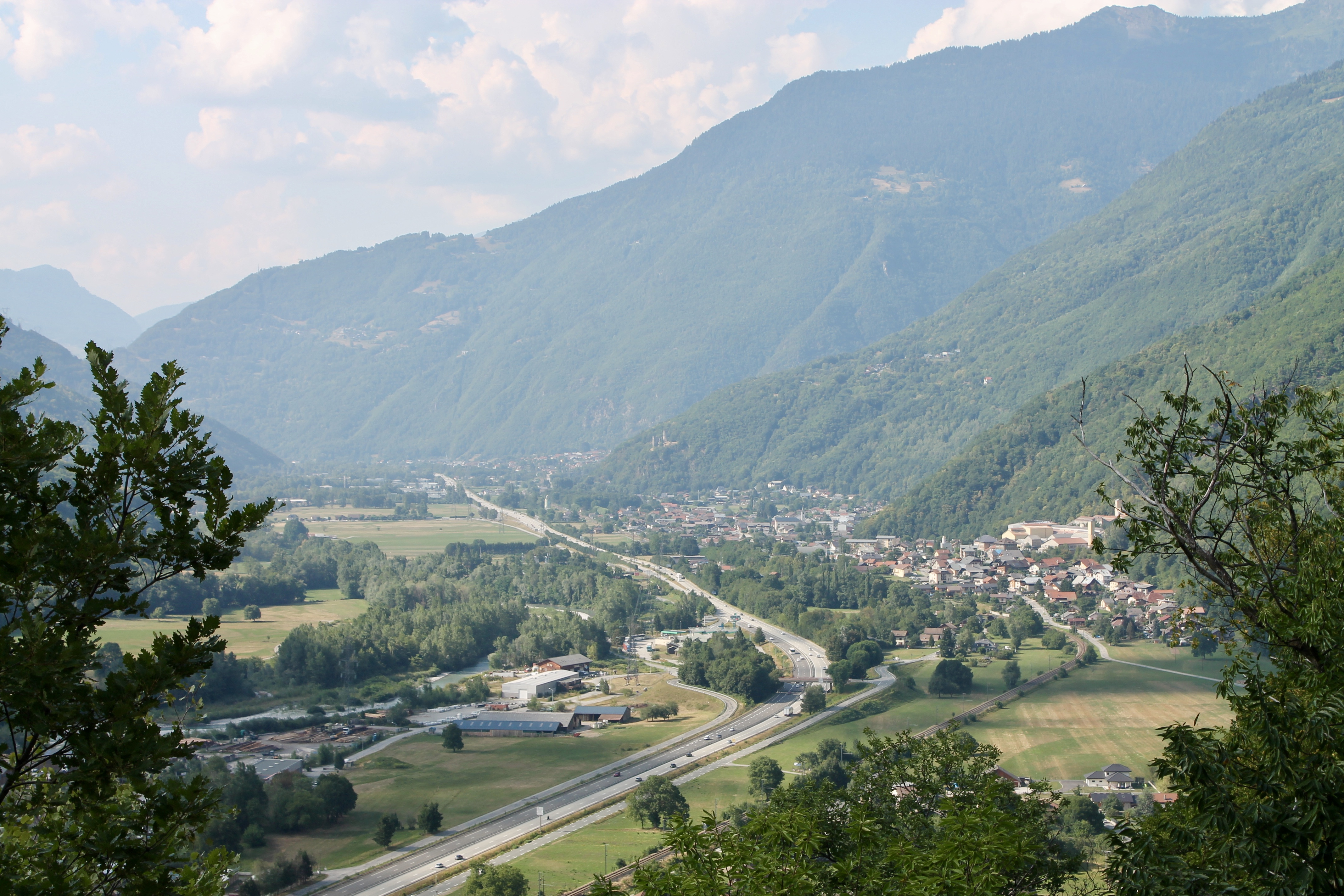
Vue de La Bâthie depuis Notre-Dame-des-Neiges de Cevins.

La Bâthie est située à 346 mètres d'altitude au niveau de l'église au chef-lieu, dans la vallée de la Tarentaise baignée par l'Isère. Son territoire communal s'étend vers l'est en direction des sommets du massif du Beaufortain entre la pointe de la Grande Journée (2 460 m) au nord et une antécime de la pointe du Dard au sud en passant par la pointe de Lavouet (2 410 m), le col de la Bâthie (1 889 m), la pointe de la Grande Combe (2 175 m) et la Légette du Grand Mont (2 366 m) qui dominent le Planay et Arêches sur l'autre versant dans le Beaufortain au nord-ouest.
Le chef-lieu se situe au lieu-dit « Gubigny », les autres hameaux ou villages sont : Langon, Arbine, Prulliet, Saint-Didier, Chantemerle, Biorges, L'Aire, Le Pichu, La Biol, Cambadjean, La Ravoire, Le Fugier, Montesseux, Lachat, Le Daru et Le Mondon.

### Climat
Pour des articles plus généraux, voir Climat d'Auvergne-Rhône-Alpes et Climat de la Savoie.
En 2010, le climat de la commune est de type climat de montagne, selon une étude du Centre national de la recherche scientifique s'appuyant sur une série de données couvrant la période 1971-2000. En 2020, Météo-France publie une typologie des climats de la France métropolitaine dans laquelle la commune est exposée à un climat de montagne ou de marges de montagne et est dans la région climatique Alpes du nord, caractérisée par une pluviométrie annuelle de 1 200 à 1 500 mm, irrégulièrement répartie en été.
Pour la période 1971-2000, la température annuelle moyenne est de 10,3 °C, avec une amplitude thermique annuelle de 19,3 °C. Le cumul annuel moyen de précipitations est de 1 337 mm, avec 9,8 jours de précipitations en janvier et 9,2 jours en juillet. Pour la période 1991-2020, la température moyenne annuelle observée sur la station météorologique de Météo-France la plus proche, « Gilly sur Isère », sur la commune de Gilly-sur-Isère à 9 km à vol d'oiseau, est de 11,4 °C et le cumul annuel moyen de précipitations est de 1 353,7 mm,. Pour l'avenir, les paramètres climatiques de la commune estimés pour 2050 selon différents scénarios d'émission de gaz à effet de serre sont consultables sur un site dédié publié par Météo-France en novembre 2022.

## Urbanisme

### Typologie
Au 1er janvier 2024, La Bâthie est catégorisée bourg rural, selon la nouvelle grille communale de densité à sept niveaux définie par l'Insee en 2022.
Elle appartient à l'unité urbaine d'Albertville, une agglomération intra-départementale regroupant 17  communes, dont elle est une commune de la banlieue,,. Par ailleurs la commune fait partie de l'aire d'attraction d'Albertville, dont elle est une commune de la couronne,. Cette aire, qui regroupe 30 communes, est catégorisée dans les aires de 50 000 à moins de 200 000 habitants,.

### Occupation des sols
L'occupation des sols de la commune, telle qu'elle ressort de la base de données européenne d’occupation biophysique des sols Corine Land Cover (CLC), est marquée par l'importance des forêts et milieux semi-naturels (82,3 % en 2018), une proportion sensiblement équivalente à celle de 1990 (82,4 %). La répartition détaillée en 2018 est la suivante : 
forêts (60 %), milieux à végétation arbustive et/ou herbacée (13,9 %), espaces ouverts, sans ou avec peu de végétation (8,4 %), zones urbanisées (5,1 %), terres arables (4 %), zones agricoles hétérogènes (3,7 %), zones industrielles ou commerciales et réseaux de communication (3,6 %), prairies (1,3 %).
L'IGN met par ailleurs à disposition un outil en ligne permettant de comparer l’évolution dans le temps de l’occupation des sols de la commune (ou de territoires à des échelles différentes). Plusieurs époques sont accessibles sous forme de cartes ou photos aériennes : la carte de Cassini (XVIIIe siècle), la carte d'état-major (1820-1866) et la période actuelle (1950 à aujourd'hui).

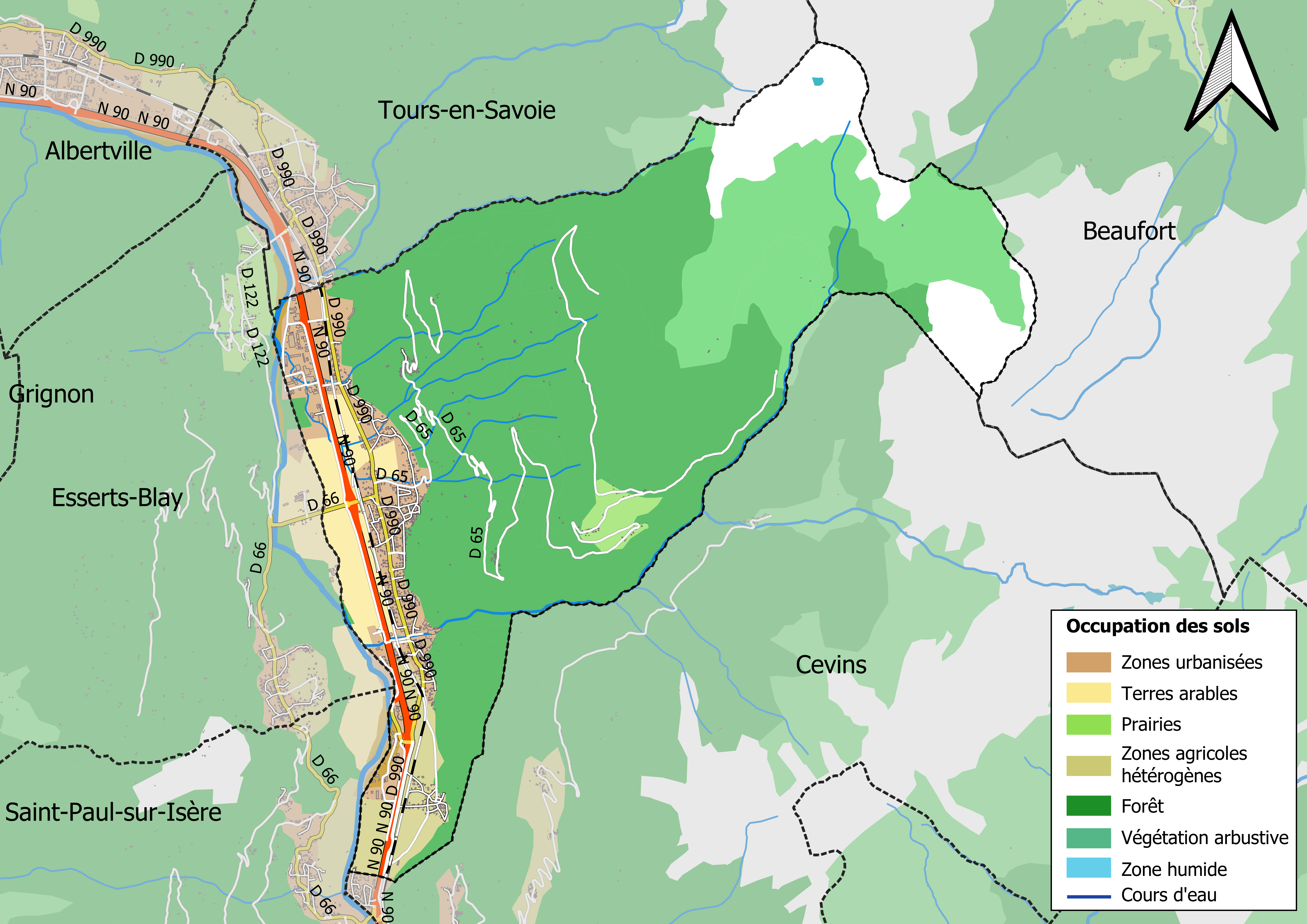
Carte des infrastructures et de l'occupation des sols en 2018 (CLC) de la commune.
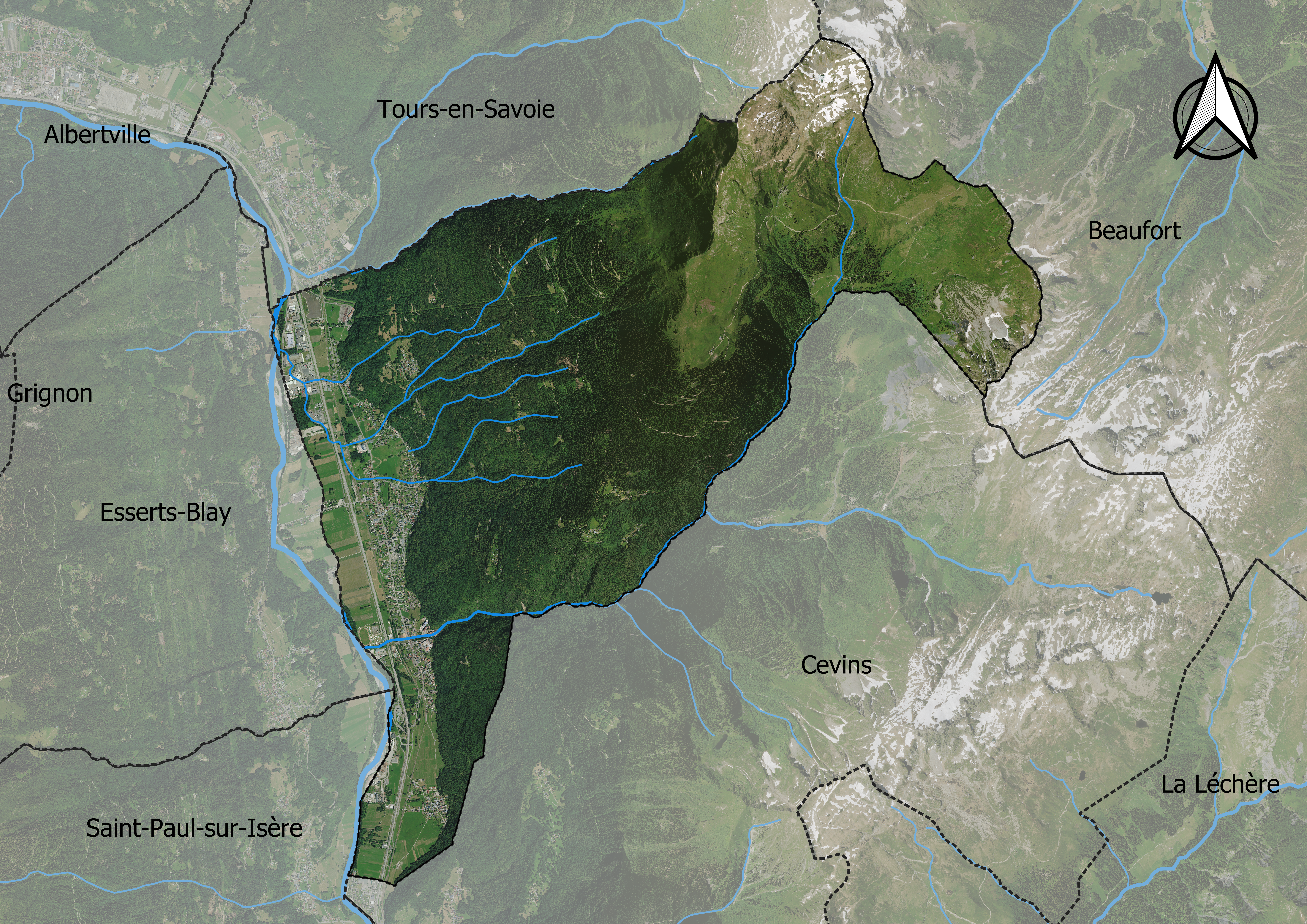
Carte orthophotogrammétrique de la commune.

## Toponymie
La première mention de La Bâthie comme toponyme est un document de 1286, sous la forme Bastia. Jusque là, la paroisse était souvent mentionnée par son saint patron, Didier, évêque de Vienne en Dauphiné et martyr. Les auteurs de l'Histoire des communes savoyardes (1982) rappelle que « Jusqu'à l'époque moderne, il n'y avait pas de « h » ».
Le toponyme de Bâthie dérive ainsi du mot bâtie, vieux français, qui désigne un « bâtiment fortifié, château », lui-même dérivé du bas latin bastia (« château, tour »),. Le chanoine Gros observe que le nom La Bâthie avec un -h est « en contradiction avec toutes les formes anciennes [ou] avec tous les noms de lieu homonymes en dehors de la Savoie ».
En francoprovençal, le nom de la commune s'écrit La Bôti, selon la graphie de Conflans.

## Histoire
Le nom du lieu durant l'époque romaine était « Oblimium ».
La paroisse est placée sous le vocable de saint Didier, évêque de Vienne en Dauphiné et martyr.
Au cours du XIIIe siècle, les archevêques de Tarentaise font bâtir une bâtie, qui devient une résidence épiscopale. L'ancienne paroisse de saint Didier prend le nom de La Bâthie, forme latine Bastia apparue dans un document de 1287. Le château de La Bâthie, dit de Chantemerle devient le centre d'une châtellenie archiépiscopale. Elle comprenait Beaufort, Saint-Vital, Blay, Saint-Paul, auquel Cléry fut rattaché.
Une première centrale hydroélectrique a été installée en 1895.
Le château ruiné, a été racheté par le département et consolidé en 1988.

## Politique et administration

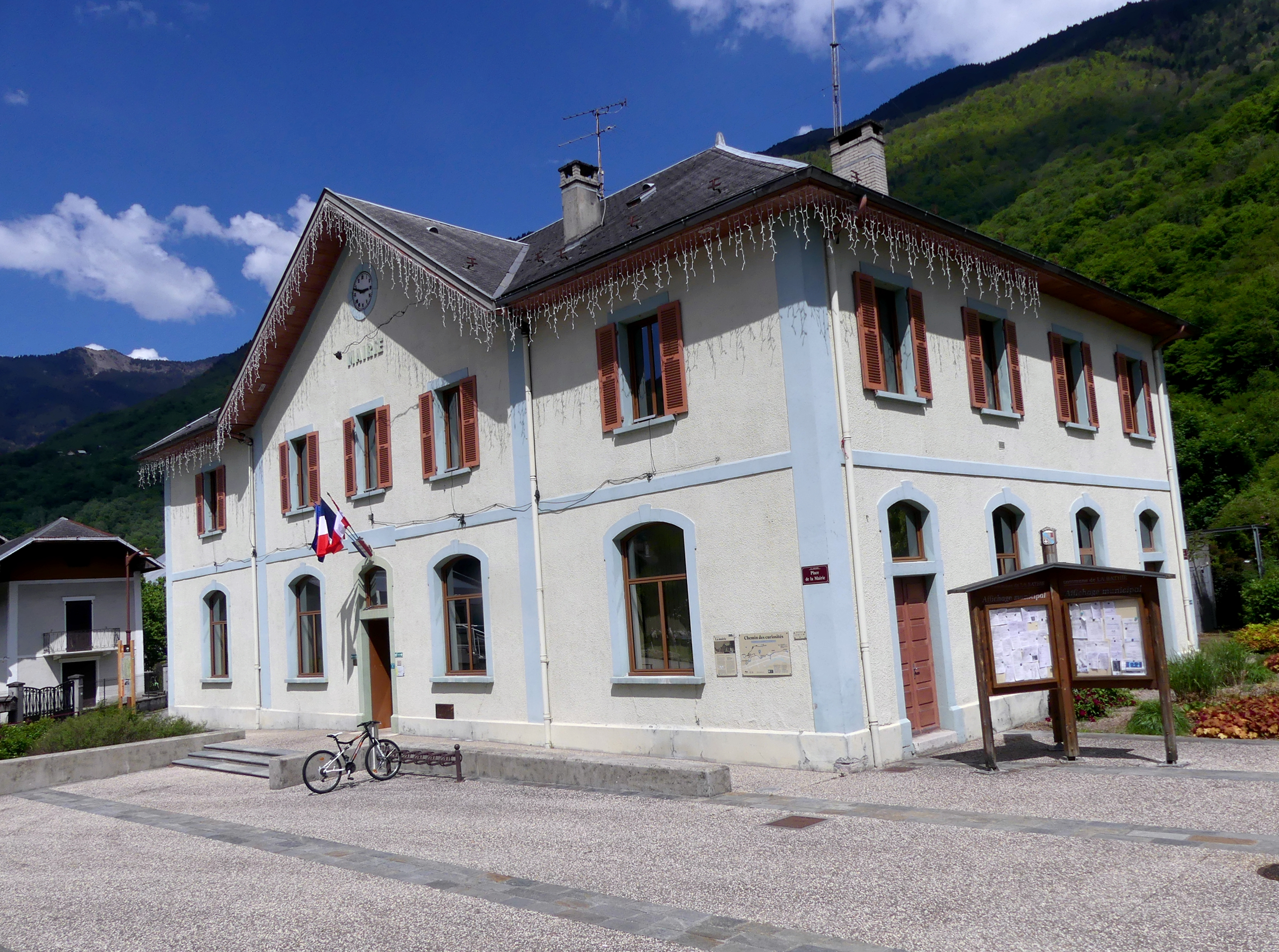
Mairie de La Bâthie.

### Liste des maires
| Période                                  | Période                    | Identité                            | Étiquette | Qualité                                                |
| ---------------------------------------- | -------------------------- | ----------------------------------- | --------- | ------------------------------------------------------ |
| 1804                                     |                            | Jean Marie Ronque                   |           |                                                        |
| 1860                                     | 1862                       | Félix Tartarat                      |           |                                                        |
| 1862                                     | 1866                       | Joseph Trolliet                     |           |                                                        |
| 1866                                     | 1870                       | Thomas Marie Girod                  |           |                                                        |
| 1870                                     | 1871                       | Antoine Cattelin                    |           |                                                        |
| 1871                                     | janvier 1881               | Vincent Cattellin                   |           |                                                        |
| janvier 1881                             | 1884                       | Claude Tartarat-Bardet              |           |                                                        |
| 1884                                     | mai 1888                   | Jean Baptiste Trolliet              |           |                                                        |
| mai 1888                                 | 1892                       | Vincent Lennoz-Gratin               |           |                                                        |
|                                          |                            | Gabriel Girod                       |           |                                                        |
| 1954                                     | mars 1971                  | Marcel Sapin (1915-2019)            |           |                                                        |
| Les données manquantes sont à compléter. |                            |                                     |           |                                                        |
| mars 1983                                | juin 1995                  | Paul Linossier (1922-2021)          | PCF       | Ancien résistant FTPF Chevalier de la Légion d'honneur |
| juin 1995                                | mars 2001                  | Henri Bochettaz (1939-2019)         | DVG       |                                                        |
| mars 2001                                | mars 2008                  | André Tornassat                     | UMP       |                                                        |
| mars 2008                                | mars 2014                  | Denis Muraz                         | DVG       | Commerçant                                             |
| mars 2014                                | mai 2020                   | Jean-Pierre André                   | DVD       | Retraité                                               |
| mai 2020                                 | En cours (au 19 août 2020) | Monique Rosset-Lanchet, née Mercier | DVG       | Secrétaire de mairie retraitée                         |
| Les données manquantes sont à compléter. |                            |                                     |           |                                                        |

## Population et société
Les habitants de la commune sont appelés les Bâthiolains, selon le site de la commune, que l'on trouve également sous les formes Bathiolains (site sabaudia.org) ou Batiolains (sans le h dans l'Histoire des communes savoyardes).

### Démographie
L'évolution du nombre d'habitants est connue à travers les recensements de la population effectués dans la commune depuis 1793. Pour les communes de moins de 10 000 habitants, une enquête de recensement portant sur toute la population est réalisée tous les cinq ans, les populations de référence des années intermédiaires étant quant à elles estimées par interpolation ou extrapolation. Pour la commune, le premier recensement exhaustif entrant dans le cadre du nouveau dispositif a été réalisé en 2005.

En 2022, la commune comptait 2 168 habitants, en évolution de −1,14 % par rapport à 2016 (Savoie : +3,63 %, France hors Mayotte : +2,11 %).
| 1793 | 1800 | 1806 | 1822 | 1838  | 1848  | 1858  | 1861  | 1866  |
| ---- | ---- | ---- | ---- | ----- | ----- | ----- | ----- | ----- |
| 952  | 804  | 866  | 944  | 1 097 | 1 137 | 1 217 | 1 176 | 1 265 |

| 1872  | 1876  | 1881  | 1886  | 1891  | 1896  | 1901  | 1906  | 1911  |
| ----- | ----- | ----- | ----- | ----- | ----- | ----- | ----- | ----- |
| 1 281 | 1 262 | 1 244 | 1 174 | 1 305 | 1 283 | 1 324 | 1 301 | 1 320 |

| 1921  | 1926  | 1931  | 1936  | 1946  | 1954  | 1962  | 1968  | 1975  |
| ----- | ----- | ----- | ----- | ----- | ----- | ----- | ----- | ----- |
| 1 245 | 1 166 | 1 164 | 1 143 | 1 117 | 1 396 | 1 617 | 1 690 | 1 744 |

| 1982  | 1990  | 1999  | 2005  | 2006  | 2010  | 2015  | 2020  | 2022  |
| ----- | ----- | ----- | ----- | ----- | ----- | ----- | ----- | ----- |
| 1 791 | 1 880 | 2 022 | 2 075 | 2 080 | 2 103 | 2 184 | 2 129 | 2 168 |

### Manifestations culturelles et festivités
- La foire de la Bâthie a lieu fin octobre, toutes les années depuis plus de 500 ans.

## Culture locale et patrimoine

### Lieux et monuments
- Château de La Bâthie, dit de Chantemerle, ancien château fort des XIe et XIIe siècles, centre d'une châtellenie archiépiscopale, résidence d'été des archevêques de Tarentaise. Possession du Conseil départemental de la Savoie, consolidé en 1988.
- Centrale hydroélectrique souterraine EDF (architecte Albert Laprade).
- Usine de corindon d'Arbine (reprise par New day aluminium LLC, depuis 2017)[27].
- Gare de La Bâthie
- Église Saint-Didier

### Héraldique
| Blason de La Bâthie | Blason  | D’or à la bande de d’azur chargée de deux lettres capitales A et V formées par des flèches d’or, renversées et enlacées, accompagnée en chef d’une tour de gueules et en pointe d’un écusson de gueules à la croix d’argent. |
| Blason de La Bâthie | Détails | Le statut officiel du blason reste à déterminer. |